# Hylaeus nelumbonis
Hylaeus nelumbonis là một loài Hymenoptera trong họ Colletidae. Loài này được Robertson mô tả khoa học năm 1890.